# 加宿
加宿（かしゅく）とは、主に江戸時代、五街道や脇往還において駅逓事務を取扱う為設定された宿場（宿駅）において、人家が少なく人馬を出しにくい宿駅で隣接する村を加え人馬の用を行わせたもの。この主となる宿駅に対して隣接する村を加宿と言う。

## 加宿成立過程
東海道は、1601年（慶長6年）に定められ宿場には駅伝のための人馬数は36人36疋を負担するよう定められた。その後、1633年（寛永10年）次飛脚御用、1635年（寛永12年）参勤交代の始まり等により交通量も増え、従来の負担では街道運営に支障をきたすこととなり、1640年（寛永17年）駅伝のための人馬数は100人100疋に引き上げられるに至った。しかし、小さな宿場では耐えきれず、幕府も宿場に対し米や金を配布による支援を行っていたが、それでは常態としての宿場運営の改善に繋がらないことから、加宿を付けることにより宿場機能の強化を図った。東海道における100人100疋と同様に他街道の宿場に対しても駅伝のための人馬負担が課されている。中山道は50人50疋、日光・奥州・甲州・木曽・岩槻・例幣使・水戸・佐倉・壬生の諸道は25人25疋の負担が定められた（宿場の状況により負担が大きい宿場もある）。

## 加宿の負担と特典
加宿の負担と特典は原則、宿場と同じである。街道交通を円滑ならしむる行為が負担として課され、代表的負担が駅伝のための人馬負担である。特典として、旅籠の経営・地子（現在の不動産税）の免除・荷駄賃の徴収があるが、いずれも幕府代官等の認可が必要とされる。

## 加宿の例
| 街道名   | 宿場町   | 現住所               | 加宿                   | 備考                                                |
| -------- | -------- | -------------------- | ---------------------- | --------------------------------------------------- |
| 東海道   | 二川宿   | 愛知県豊橋市         | 大岩                   | 問い合わせ先 豊橋市二川宿本陣資料館                 |
| 日光街道 | 柴宿     | 群馬県伊勢崎市柴町   | 中．堀口               | 問い合わせ先 伊勢崎市役所                           |
| 中山道   | 鴻巣宿   | 埼玉県鴻巣市         | 上谷新田               | 問い合わせ先 鴻巣市役所                             |
| 中山道   | 塩名田宿 | 長野県佐久市塩名田   | 御馬寄（みまよせ）     | 問い合わせ先 浅科村役場                             |
| 中山道   | 下諏訪宿 | 長野県諏訪郡下諏訪町 | 友之町                 | 問い合わせ先 下諏訪町役場                           |
| 中山道   | 守山宿   | 滋賀県守山市         | 吉身．今宿             | 問い合わせ先 守山市役所・守山市歴史文化まちづくり館 |
| 美濃路   | 起宿     | 愛知県一宮市         | 富田．東五城・西五城他 | 問い合わせ先 一宮市尾西歴史民俗資料館               |